# 荘内村 (岡山県)
荘内村（しょうないそん / しょうないむら）は、岡山県児島郡にあった村。現在の玉野市、倉敷市の一部にあたる。

## 地理
鴨川の流域に位置していた。

## 歴史
- 1889年（明治22年）6月1日、町村制の施行により、児島郡下加茂村、上加茂村、秀天村が発足[3]。
- 1903年（明治36年）4月1日、下加茂村、上加茂村、秀天村（一部、大字迫間・槌ヶ原）が合併して荘内村が発足[1][2]。合併旧村の大字を継承し、宇藤木、用吉、木目、小島地、白尾、滝、長尾、広岡、迫間、槌ヶ原の10大字を編成[2]。
- 1906年（明治39年）当村地先の公有水面埋立地に東高崎が起立し11大字となる[2]。
- 1954年（昭和29年）4月1日、玉野市に編入され廃止[1][2]。編入後、玉野市大字宇藤木・用吉・木目・小島地・白尾・滝・長尾・広岡・迫間・槌ヶ原・東高崎となる[2]。

## 産業
- 農業、漁業、繊維業